# Bomarea dulcis
Bomarea dulcis är en alströmeriaväxtart som först beskrevs av William Jackson Hooker, och fick sitt nu gällande namn av Gustave Beauverd. Bomarea dulcis ingår i släktet Bomarea och familjen alströmeriaväxter. Inga underarter finns listade i Catalogue of Life.